# Перетятько, Геня Соломоновна
Геня Соломоновна Перетятько (родилась 1920, Одесса, Украинская ССР, СССР) − советский снайпер, во время Великой Отечественной войны уничтожила 148 немецких солдат и офицеров.

## Биография
Родилась в 1920 году в г. Одесса.
В 1939 году закончила школу снайперов в Одессе. Училась в Одесской консерватории по классу виолончели.
В июне 1941 года в возрасте 18 лет добровольцем ушла на фронт. На счету снайпера Гени Перетятько 148 уничтоженых фашистов. Получила 2 ранения.
Награждена орденом Славы 6 мая 1965 года. После войны Перетятько вернулась на родину и продолжила заниматься спортом и музыкой, а позже эмигрировала в США и проживала в Нью-Йорке.
Входит в «пятерку» самых результативных женщин-снайперов Великой Отечественной войны.